# Желе
Желе́ (от фр. gelée — «студень, гель, желе») — пищевой коллоидный раствор (обычно на основе фруктовых соков), в который добавляют желирующий агент — гелеобразователь (например желатин, пектин, агар), при этом, остывая, вся масса получает студенистый вид. Желированные сладкие блюда называются также «желе», в отличие от несладких блюд, которые называют «ланспик».
Сладкие блюда «желе» готовят из фруктовых и ягодных соков, пюре, отваров, варенья, ягодных экстрактов, фруктовых эссенций, ликёров, виноградных вин и молока с добавлением сахара, желатина или агара и последующим фильтрованием и при необходимости осветлением. Молочные желе готовят из молока, приправленного ванилином, какао или кофейным отваром, с сахаро-желатиновым сиропом.
Фруктовые желе из фруктов и плодов, содержащих много пектина, можно получать и без добавки к ним желатина, так как пектин и сам придаёт сиропу студенистый вид. Чаще всего такое желе делают из кисловатых, преимущественно антоновских яблок, и потом окрашивают его шпинатом в зелёный и кармином в красный цвет.
Также существует кофейная разновидность желе. Один из наиболее декоративных вариантов десертного желе носит название мозаичное желе.

## Разновидности и аналоги
- Русская кухня: холодец, заливное, бланманже, самбук
- Европейская кухня: панна-котта
- Азиатская кухня: ната-де-коко, ната-де-пинья, ёкан, аннин-тофу, травяное желе